# Дом Н. И. Белильникова — Н. Н. Телехова
Дом Н. И. Белильникова — Н. Н. Телехова — памятник градостроительства и архитектуры в историческом районе Започаинье Нижнего Новгорода. Построен в несколько этапов в 1842—1873 годах. Автор первоначального проекта неизвестен.

## История
Территория старинной усадьбы, на которой расположен дом, находится в Започаинской части (Ильинской слободе) Нижнего Новгорода, примыкая к Почаинскому оврагу. Направление Ильинской улицы, заселённой в XVII веке в основном государевыми ямщиками, задала проходившая по данной территории дорога на Владимир и Москву. Направление было сохранено первым регулярным генеральным планом 1770 года, но сама улица спрямлялась.
В XVIII веке состав населения улицы начал меняться. Постепенно Започаинье трансформировалось в купеческий район и к началу XIX века так называемая Ильинка превратилась в тихую, замкнутую улицу с застройкой купеческими особняками.
Фиксационный план 1792 года показывал, что на месте современного домовладения находились, предположительно: двор с огородами ямщика М. Я. Бердникова, огород ротмирши А. Я. Талызиной и двор с огородами ямщиков П. Мартьянова и Н. Болотина. История домовладения точно прослеживается с начала XIX века: до 25 февраля 1814 года оно принадлежало нижегородской мещанке И. А. Рязановой, когда перешло во владение механика И. П. Кулибина. Унаследовали усадьбу дочери изобретателя — Александра Ивановна и штабс-капитанша Авдотья Ивановна (Зенина). На участке был выстроен небольшой трёхоконный деревянный дом (флигель) по проекту губернского архитектора И. Е. Ефимова от 21 июня 1827 года.
27 июня 1836 года дочери Кулибина продали деревянный дом с усадебной землёй нижегородскому мещанину Никанору Иванову Белильникову. Купленный дом сгорел в крупном пожаре 22 августа 1839 года. После этого под руководством городового архитектора Г. И. Кизеветтера началось проектирование новой застройки данного участка города. Н. И. Белильников пожелал выстроить новый каменный дом, проект которого утвердил лично Николай I в марте 1840 года. Точное имя автора проекта неизвестно, так как последний не сохранился. Предположительно авторами могли быть: архитекторы Г. И. Кизеветтер, А. Е. Турмышев или М. П. Камышников.
В апреле 1942 года Белильников получил разрешение на строительство. Для строительства хозяин усадьбы взял несколько ссуд под залог будущего дома. К сентябрю 1842 года дом был вчерне готов. Имел довольно скромный облик, с неоштукатуренными стенами красного кирпича и лепными украшениями в виде профилированных тяг междуэтажного и венчающего карнизов и рамочных наличников с полочками-сандриками у окон второго этажа. Дом располагался по южной границе участка, соседнее здание (№ 74 по современной нумерации) ещё не было построено, задняя часть участка (сад) выходила на запроектированную, но так и не устроенную Овражную Почаиновскую набережную.
К середине XIX века в усадьбе было выстроены деревянные хозяйственные постройки. К этому времени усадьба всё ещё принадлежала Н. И. Белильникову, но 20 апреля 1860 года, заложенный в Нижегородской губернской строительной и дорожной комиссии каменный дом был продан с публичных торгов фельдфебелю Матвею Матвеевичу Сигнееву. 4 июля 1860 года последний перепродал дом собственной жене Наталье Степановне Сигнеевой, что было распространённой практикой в целях сохранения имущества в непредвиденных обстоятельствах. От Сигнеевых усадьба 12 июня 1962 года перешла к нижегородскому купцу третьей гильдии Н. И. Князеву. Позже, 1866 году — к купцу Николаю Никифорову Телехову.
26 ноября 1873 года Нижегородской городской управой был одобрен проект перестройки дома Н. Н. Телехова. Здание расширялось в глубину участка, изменялось оформление фасада. Надзор за выполнением работ принял на себя архитектор Иван Кузьмич Кострюков. В результате дом получил современный облик, характерный для периода эклектики: нештукатуренные стены красного кирпича соединялись с оштукатуренными деталями декора, в том числе богато украшенными наличниками окон второго этажа. Вместо строго классицистического облика, здание приобрело нарядный, праздничный вид, что соответствовало вкусам городских обывателей второй половины XIX века.
В 1878 году усадьба перешла к Н. И. Телеховой; 14 марта 1886 года — к Александре Михайловне Жарковой. В 1901 году — к семейству Сенниковых, которые сделали пристройку к дому, расширив его в глубину участка. В 1915 году усадьба принадлежала Ф. А. Левакову. Последним дореволюционным хозяином усадьбы значился некий Потёхин.
В 1918 году дом был экспроприирован советской властью, в нём разместили жилые квартиры. Старые хозяйственные постройки и сад были уничтожены.